# 懶惰
怠惰，指懈怠、好逸惡勞。有時候懶惰是因缺乏行动的欲望，而不想做任何事。怎样才被视为懒惰应依据具体的文化、社会情况及其程度而定。在許多社會和宗教裡，懶惰往往被視為道德上的罪惡，如天主教教會就將懶惰列為七宗罪之一，不過在現代醫學裡，感到懶散可能是精神疾病或疲勞的症狀之一。